# Árvore de Jessé

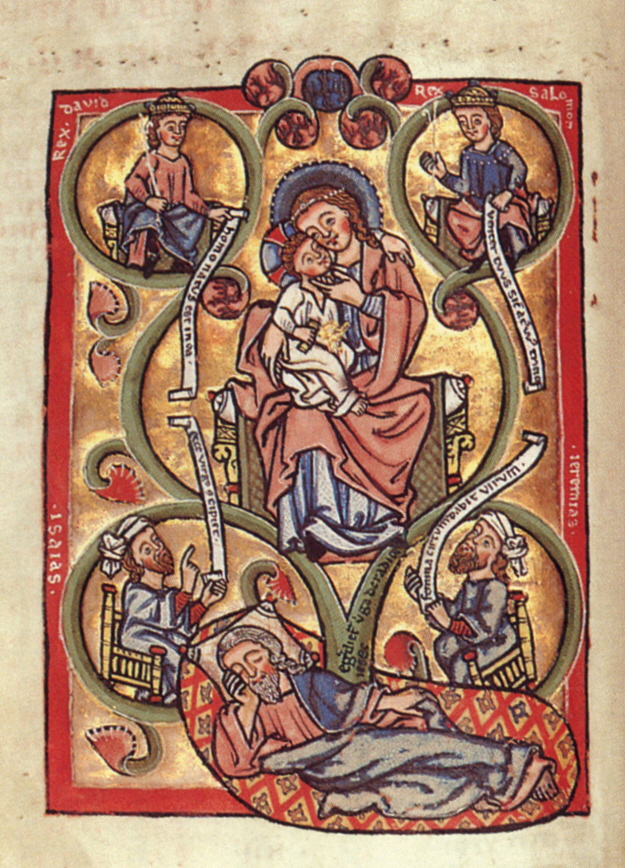
Árvore de Jessé

A Árvore de Jessé é uma representação na arte dos ancestrais de Jesus Cristo, mostrada em uma árvore ramificada que se ergue de Jessé de Belém, pai do rei Davi. É o uso original da árvore genealógica como uma representação esquemática de uma genealogia.
A Árvore de Jessé se origina em uma passagem do livro bíblico de Isaías que descreve metaforicamente a descida do Messias e é aceita pelos cristãos como se referindo a Jesus. As várias figuras retratadas na linhagem de Jesus são extraídas dos nomes listados no Evangelho de Mateus e no Evangelho de Lucas.
O assunto é frequentemente visto na arte cristã, particularmente no período medieval. O exemplo mais antigo é um manuscrito iluminado que data do século 11. Há muitos exemplos em saltérios medievais, por causa da relação com o rei Davi, filho de Jessé e escritor dos Salmos. Outros exemplos incluem vitrais, esculturas em pedra ao redor dos portais das catedrais medievais e pinturas em paredes e tetos. A Árvore de Jessé também aparece em formas de arte menores, como bordados e marfins.

## Origens
As representações da Árvore de Jessé são baseadas em uma passagem do Livro de Isaías.
"E sairá uma vara do tronco de Jessé, e um Renovo crescerá de suas raízes" (Versão King James).
Da Bíblia Vulgata latina usada na Idade Média:
et egredietur virga de radice Iesse et flos de radice eius ascendet (Isaías 11:1).
Flos, pl flores é latim para flor. Virga é um "galho verde", "vara" ou "vassoura", bem como um conveniente quase trocadilho com Virgem ou Virgem, o que sem dúvida influenciou o desenvolvimento da imagem. Assim, Jesus é o Virga Jessé ou "tronco de Jessé".
No Novo Testamento, a linhagem de Jesus é traçada por dois dos escritores dos Evangelhos, Mateus em ordem decrescente e Lucas em ordem crescente. A descrição do Evangelho de Lucas no capítulo 3 começa com o próprio Jesus e é rastreada até o caminho de volta, via Natã até Davi e depois até "Adão, que era [o filho] de Deus". (Lucas 3:23-38) O Evangelho de Mateus começa com as palavras: "O livro da geração de Jesus Cristo, filho de Davi, filho de Abraão". (Mateus 1:1) Com esse início, Mateus mostra a descendência abraâmica e real, passando por Davi, mas depois por Salomão.
Veja Genealogia de Jesus para mais explicações sobre as diferenças, mas ambas as linhagens permitem a interpretação de que Jesus é o "tronco de Jessé" por sua descendência do filho de Jessé, Davi.

## Uso
Representações pictóricas da Árvore de Jessé mostram uma árvore ou videira simbólica com galhos espalhados para representar a genealogia de acordo com a profecia de Isaías. O monge Hervaeus do século 12 expressou o entendimento medieval da imagem, com base no texto da Vulgata: "O patriarca Jessé pertencia à família real, por isso a raiz de Jessé significa a linhagem dos reis. Quanto à vara, simboliza Maria como a flor simboliza Jesus Cristo.  No período medieval, quando a hereditariedade era muito importante, uma ênfase muito maior do que hoje foi dada à descendência real de Jesus, especialmente pela realeza e pela nobreza, incluindo aqueles que se juntaram ao clero. Entre eles, esses grupos foram responsáveis por grande parte do patrocínio das artes.
Durante a era medieval, o símbolo da árvore como expressão de linhagem foi adotado pela nobreza e passou a ser de uso comum, inicialmente na forma da árvore genealógica e depois como um modo de expressar qualquer linha de descendência. A forma é amplamente utilizada como mesa em disciplinas como a biologia. Também é usado para mostrar linhas de responsabilidade em estruturas de pessoal, como departamentos governamentais.

## Modos de representação

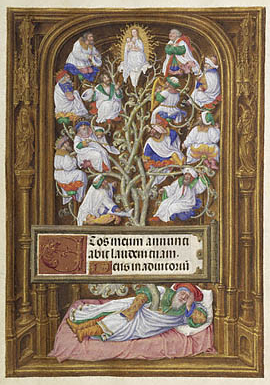
Uma típica árvore de Jessé do final do período medieval, detalhe das Horas de Spinola de Ludwig pelo Mestre de Jaime IV da Escócia, (1510-20)

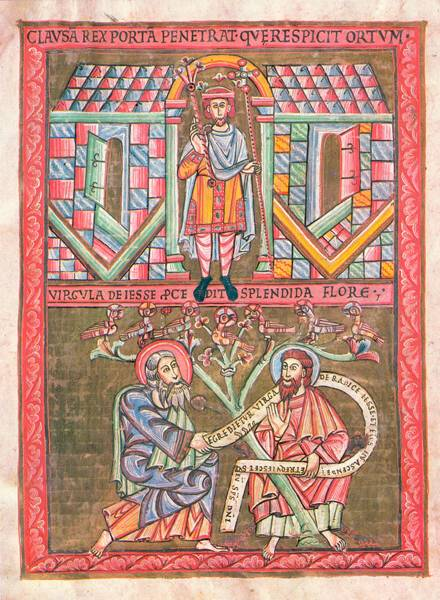
A metade inferior desta página do Códice Vyšehrad mostra a representação mais antiga conhecida de uma Árvore de Jessé

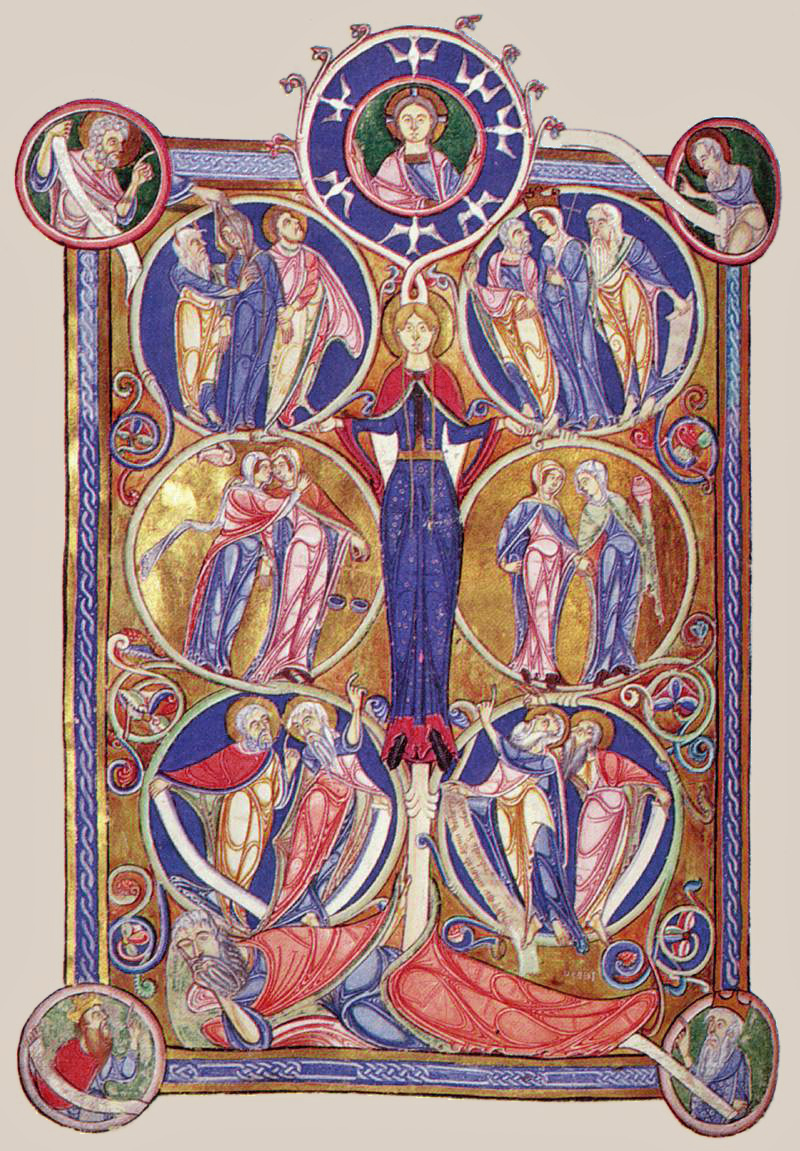
A Árvore de Jessé na Bíblia de Lambeth, miniaturista inglês desconhecido (década de 1140). Muitas características de representações posteriores estão totalmente desenvolvidas.

A Árvore de Jessé foi retratada em quase todos os meios da arte cristã. Em particular, é o assunto de muitos vitrais e manuscritos iluminados. Também é encontrado em pinturas murais, esculturas arquitetônicas, monumentos funerários, pisos e bordados. Geralmente, apenas alguns dos indivíduos mais conhecidos, como os reis Davi e Salomão, são representados em Jesse Trees, em vez de uma tentativa de exibir toda a linhagem.
As primeiras representações da passagem em Isaías, de cerca de 1000 d.C. no Ocidente, mostram um "broto" na forma de um caule reto ou um ramo florido segurado na mão na maioria das vezes pela Virgem, ou por Jesus quando segurado por Maria, pelo profeta Isaías ou por uma figura ancestral. O broto como atributo agiu como um lembrete da profecia, veja também a tradição, aparentemente mais antiga, da Rosa de Ouro dada pelo Papa. No mundo bizantino, a Árvore figura apenas como uma árvore de aparência normal no fundo de alguns presépios, também um lembrete para o espectador.  Na verdade, a Árvore sempre foi muito mais comum no norte da Europa, onde pode ter se originado, do que na Itália.
Existem também outras formas de representação da Genealogia de Jesus que não empregam a Árvore de Jessé, sendo a mais famosa a pintada na Capela Sistina por Michelangelo.
A forma típica da imagem
A forma mais típica que a Árvore de Jessé assume é mostrar a figura de Jessé, muitas vezes maior do que todo o resto, reclinado ou dormindo (talvez por analogia a Adão quando sua costela foi tirada) ao pé do espaço pictórico. De seu lado ou umbigo brota o tronco de uma árvore ou videira que sobe, ramificando-se para ambos os lados. Nos galhos, geralmente cercados por gavinhas de folhagem formalmente enroladas, estão figuras que representam os ancestrais de Cristo. O tronco geralmente sobe verticalmente para Maria e depois Cristo no topo.
O número de figuras representadas varia muito, dependendo da quantidade de espaço disponível para o design. No máximo, se a ancestralidade mais longa de Lucas for usada, há 43 gerações entre Jessé e Jesus. A identidade das figuras também varia e pode não ser especificada, mas Salomão e Davi são geralmente incluídos, e muitas vezes todos mostrados usam coroas. A maioria das árvores de Jessé inclui Maria imediatamente abaixo da figura de Jesus (ou, no período gótico, mostra uma Virgem e o Menino), enfatizando que ela foi o meio pelo qual o rebento de Jessé nasceu. Veja, por exemplo, o Sermão 24 de São Leão Magno: "Em qual vara, sem dúvida, a bem-aventurada Virgem Maria, que brotou do tronco de Jessé e Davi e fecundada pelo Espírito Santo, deu à luz uma nova flor de carne humana, tornando-se uma virgem-mãe".  São José raramente é mostrado, embora, ao contrário de Maria, ele seja um elo nas genealogias do Evangelho. Acreditava-se na Idade Média que a Casa de Davi só poderia se casar consigo mesma e que ela era descendente independente de Jessé. Às vezes, Jesus e outras figuras são mostradas nas taças de flores, como o fruto ou a flor da Árvore.
A Árvore de Jessé foi a única profecia no Antigo Testamento a ser tão literal e freqüentemente ilustrada, e assim também passou a representar os Profetas e sua previsão de Cristo em geral. As janelas de St-Denis e Chartres incluem colunas de profetas, assim como muitas representações. Freqüentemente, eles carregam bandeirolas com uma citação de seus escritos, e podem apontar para Cristo, como o Messias predito.  A inclusão de reis e profetas também foi uma afirmação da inclusão e relevância no cânon bíblico de livros que alguns grupos haviam rejeitado no passado.
Embora particularmente popular na era medieval, também havia muitas representações da Árvore de Jessé na arte neogótica do século 19. O século 20 também produziu uma série de bons exemplos.

## Uso moderno
A árvore do Crisma e o calendário do Advento têm sido usados pelos cristãos, que podem usar o termo "Árvore de Jessé" para se referir a eles, embora a árvore geralmente não mostre Jessé ou os Ancestrais de Cristo e, portanto, pode ter pouca ou nenhuma relação com a tradicional Árvore de Jessé. Esta forma é um cartaz ou uma árvore real na igreja ou em casa, que ao longo do Advento é decorada com símbolos (Chrismons) para representar histórias que levam à história do Natal, para o benefício das crianças. Os símbolos são simples, por exemplo, uma sarça ardente para Moisés e um carneiro para Isaque.